# The Mellomen
The Mellomen, manchmal auch als The Mellowmen oder The Mellow Men (dt. Die reifen Männer) bezeichnet, waren ein Männergesangsquartett, das unter anderem mit Bing Crosby, Doris Day und Elvis Presley arbeitete. Gelegentlich traten sie auch unter anderen Bezeichnungen wie Big John & the Buzzards, Crackerjacks, The Lee Brothers und The Ravenscroft Quartet auf.

## Geschichte
Ende der 1940er Jahre waren die Sportsmen das bekannteste und gefragteste Männergesangsquartett in den USA. Sie traten in zahlreichen Radiosendungen auf und reisten für Liveauftritte durchs Land. Dies brachte die ehemaligen Sportsmen-Mitglieder Thurl Ravenscroft und Max Smith auf die Idee, ein Quartett zu gründen, das in Hollywood jederzeit erreichbar war. Dieser Gedanke führte 1948 im Zusammenwirken mit Bob Hamlin und Bill Lee zur Gründung des Quartetts The Mellomen, das die gesamte musikalische Bandbreite abdeckte und aufgrund seiner Vielseitigkeit bald zahlreiche Aufträge bekam.
Neben ihrer Zusammenarbeit mit bekannten Interpreten nahmen die Mellomen auch eigene Schallplatten auf und wirkten in einigen Filmen wie Alice im Wunderland, Susi und Strolch und El Dorado mit.
Mit Elvis Presley arbeiteten sie bei der Produktion des Filmes Ob blond, ob braun (It Happened at the World’s Fair), in dem sie bei der Aufführung des Liedes One Broken Heart for Sale zu sehen sind. Anschließend wirkten sie beim Titellied Roustabout zum Film König der heißen Rhythmen und bei den meisten Liedern des Films Südsee-Paradies mit. Nochmals zu sehen waren sie in dem Elvis-Presley-Film Immer Ärger mit den Mädchen (The Trouble With Girls) bei der Aufführung des Liedes Swing Down Sweet Chariot.

## Besetzung
Während Thurl Ravenscroft (Bass) und Bill Lee (Bariton) das gesamte Wirken der Gruppe bis in die frühen 1970er Jahre begleiteten, stieg Bob Hamlin 1955 aus und wurde durch Bob Stevens ersetzt. Nach dessen Tod 1961 stieg Bill Cole als führender Tenor ein. Der zweite Tenor Max Smith verließ die Gruppe 1966 und wurde durch Gene Merlino ersetzt.
Bill Lee starb 1980 im Alter von 64 Jahren an einem Hirntumor, Max Smith 1999 im Alter von 86 Jahren und Thurl Ravenscroft 2005 im Alter von 91 Jahren.